# Pandan Sari (Bayung Lencir)
Pandan Sari is een bestuurslaag in het regentschap Musi Banyuasin van de provincie Zuid-Sumatra, Indonesië. Pandan Sari telt 1708 inwoners (volkstelling 2010).